# Marsk Tårnet
Der Marsk Tårnet (deutsch: Marsk Turm) ist ein doppelhelixförmiger Aussichtsturm aus Cortenstahl.

## Lage
Der Turm befindet sich im Nationalpark Wattenmeer im Marsk Camp in der süddänischen Stadt Skærbæk.

## Aussicht
Vom Turm hat man sowohl Aussicht auf die Nordsee als auch auf den Nationalpark selbst. Außerdem sieht man die Stadt Skærbæk.

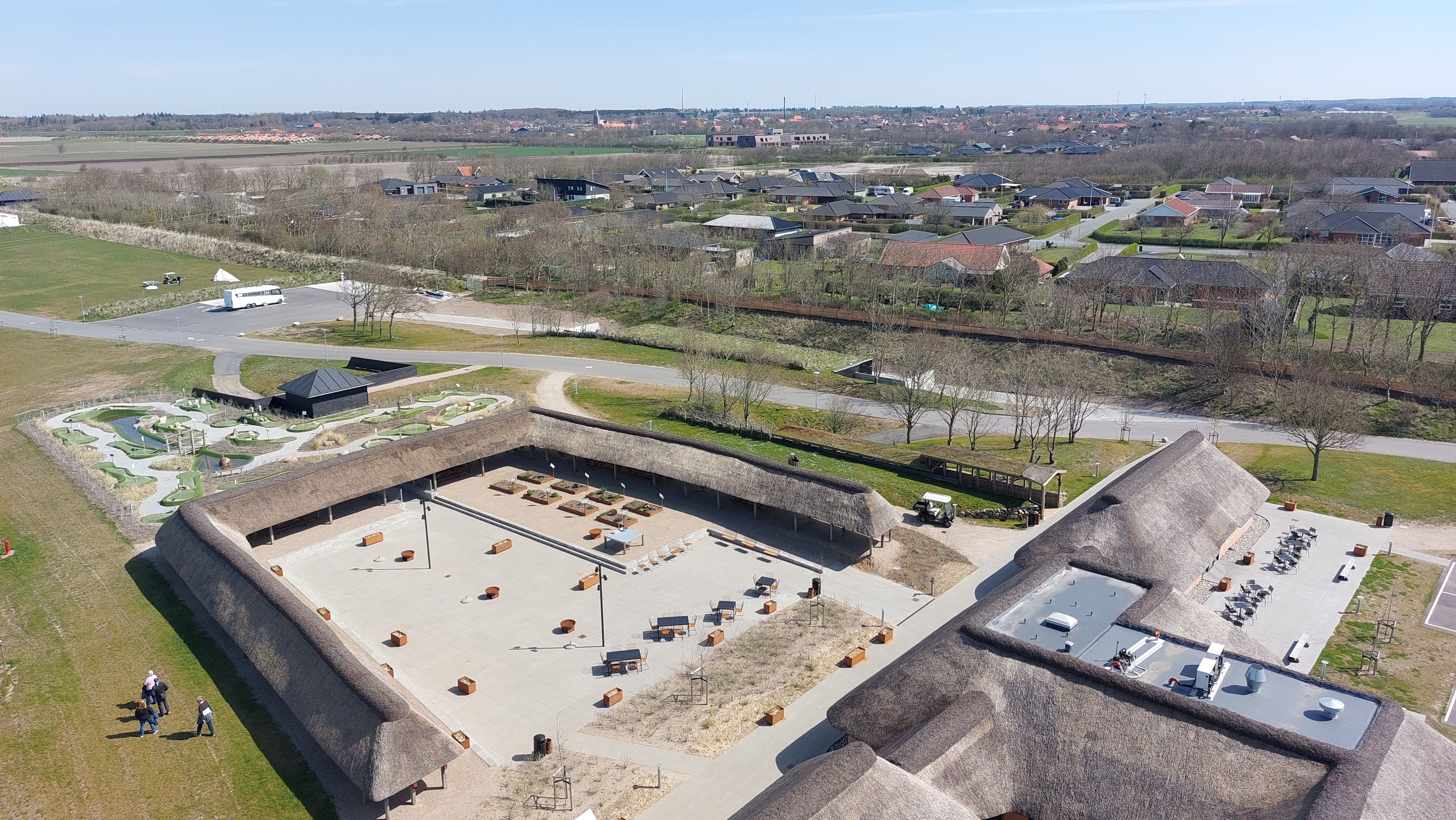
Blick vom Turm in Richtung Skærbæk
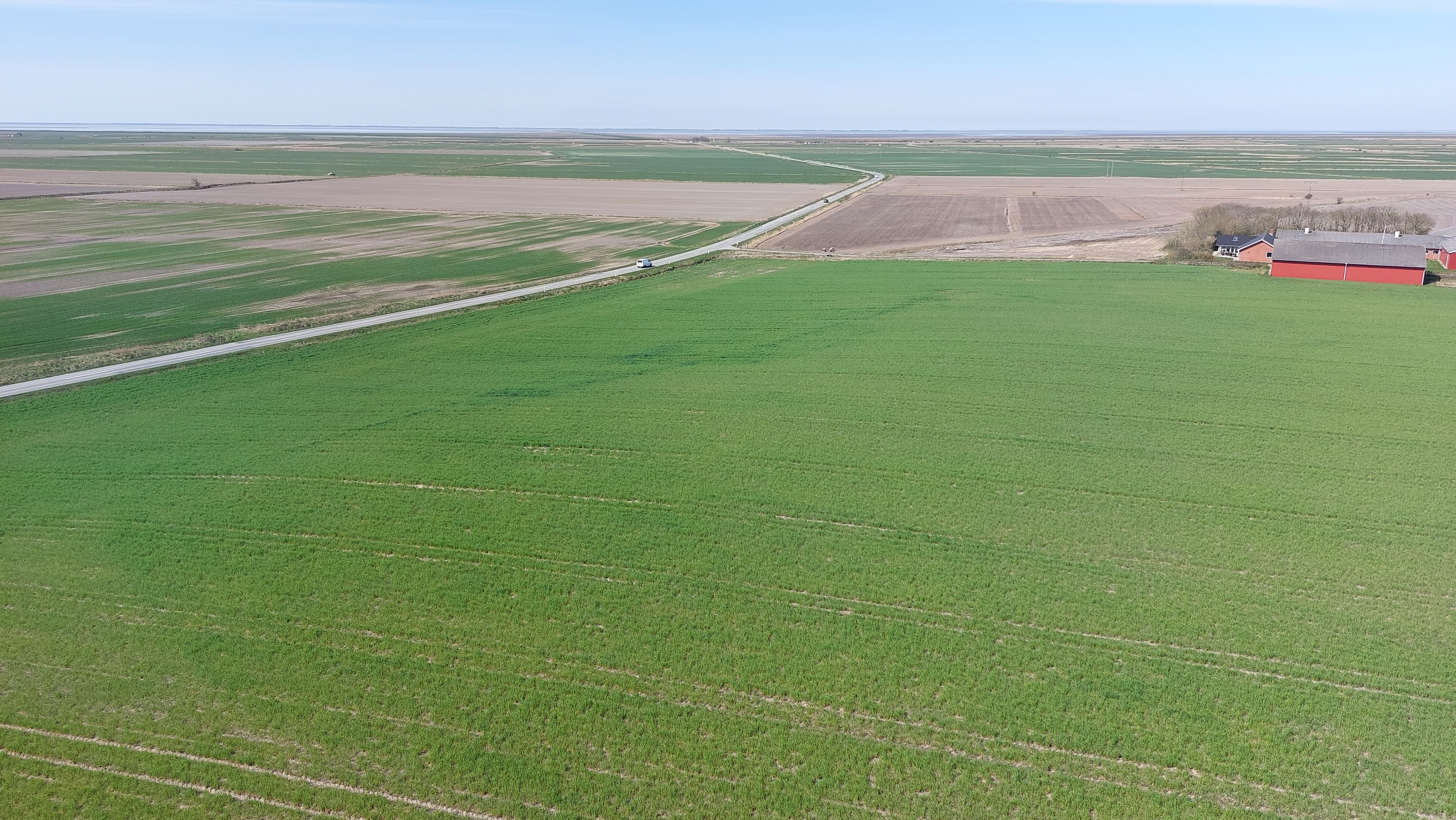
Blick vom Turm Richtung Rømø/Nordsee

## Eigenschaften
Der Turm, eine Doppelwendeltreppe mit 272 Stufen (141 aufwärts und 131 abwärts). Er ist 25 Meter hoch.

## Geschichte
Der Turm wurde von der Stadt Skærbæk in Auftrag gegeben, um den Tourismus in der Region zu stärken. Entworfen wurde der Turm von der Bjarke Ingels Group. Am 11. August 2021 wurde er eröffnet.